# Chascanopsetta lugubris
Chascanopsetta lugubris es una especie de pez de la familia Bothidae en el orden de los Pleuronectiformes.

## Hábitat
Es un pez de mar.

## Morfología
• Pueden llegar alcanzar los 40 cm de longitud total.

## Distribución geográfica
Se encuentra en las  costas del  Atlántico Oriental (desde el Golfo de Guinea hasta KwaZulu-Natal), del  Atlántico Occidental (Florida y desde el norte del Golfo de México hasta Brasil) y en el Índico (desde las costas orientales de África hasta la India, Sri Lanka y Japón ).